# Robert Lewis Reid
Robert Lewis Reid (29 de julio de 1862-2 de diciembre de 1929) fue un pintor y muralista estadounidense. Su trabajo tendía a ser muy decorativo, gran parte de él centrado en la representación impresionista de mujeres jóvenes entre flores. Más tarde se hizo conocido por sus murales y diseños en vidrieras.

## Biografía
Nacido en un pequeño pueblo de Massachusetts, Reid estudió en la Escuela del Museo de Bellas Artes de Boston donde fue alumno de Otto Grundmann. En 1884 se fue a Nueva York pensando en continuar sus estudios de arte en la Art Students League. Un año después, sin embargo, decidió marcharse a París.
En la capital francesa optó por seguir los cursos de la Académie Julian, donde impartían clases Gustave Boulanger y Jules Joseph Lefebvre. Sus primeras obras, de hecho, representan a campesinos franceses en el campo cerca de Étaples.
Regresó a Nueva York en 1889 e inicialmente trabajó como retratista. Más tarde se convirtió en profesor de pintura en la Art Students League y la Cooper Union. En la mayoría de sus pinturas, Reid representó a mujeres jóvenes en medio de una naturaleza exuberante; sus obras tendían a ser muy decorativas y esto lo llevó a hacerse una carrera como decorador de interiores y pintor de frescos. Por ejemplo trabajó en la cúpula del Palacio de las Artes Liberales y muchos otros edificios, así como en la Exposición Colombina de Chicago en 1893.
En 1897, Reid se unió al grupo de los Diez pintores estadounidenses, los diez pintores impresionistas que renunciaron a formar parte de la "Sociedad de Artistas Estadounidenses". Alrededor del cambio de siglo, Reid todavía trabajaba en varios proyectos de frescos y decoraciones de paredes, y en 1906 se convirtió en miembro de pleno derecho de la Academia Nacional de Diseño. Cuando volvió a pintar cuadros, hacia 1905, sus obras se tornaron aún más naturalistas y su gama cromática se llenó de suaves tonos pastel.
También trabajó en la Biblioteca del Congreso de Washington, el edificio de la Corte de Apelaciones y varios otros edificios importantes, produciendo grandes paneles decorativos. Junto a estas obras, sin embargo, Reid no dejó de pintar retratos, paisajes, escenas de género y escenas imaginarias, siempre con sujetos femeninos y casi siempre en una naturaleza llena de flores.
Reid murió a la edad de 67 años en el pueblo de Clifton Springs, condado de Ontario (Nueva York).

## Obras

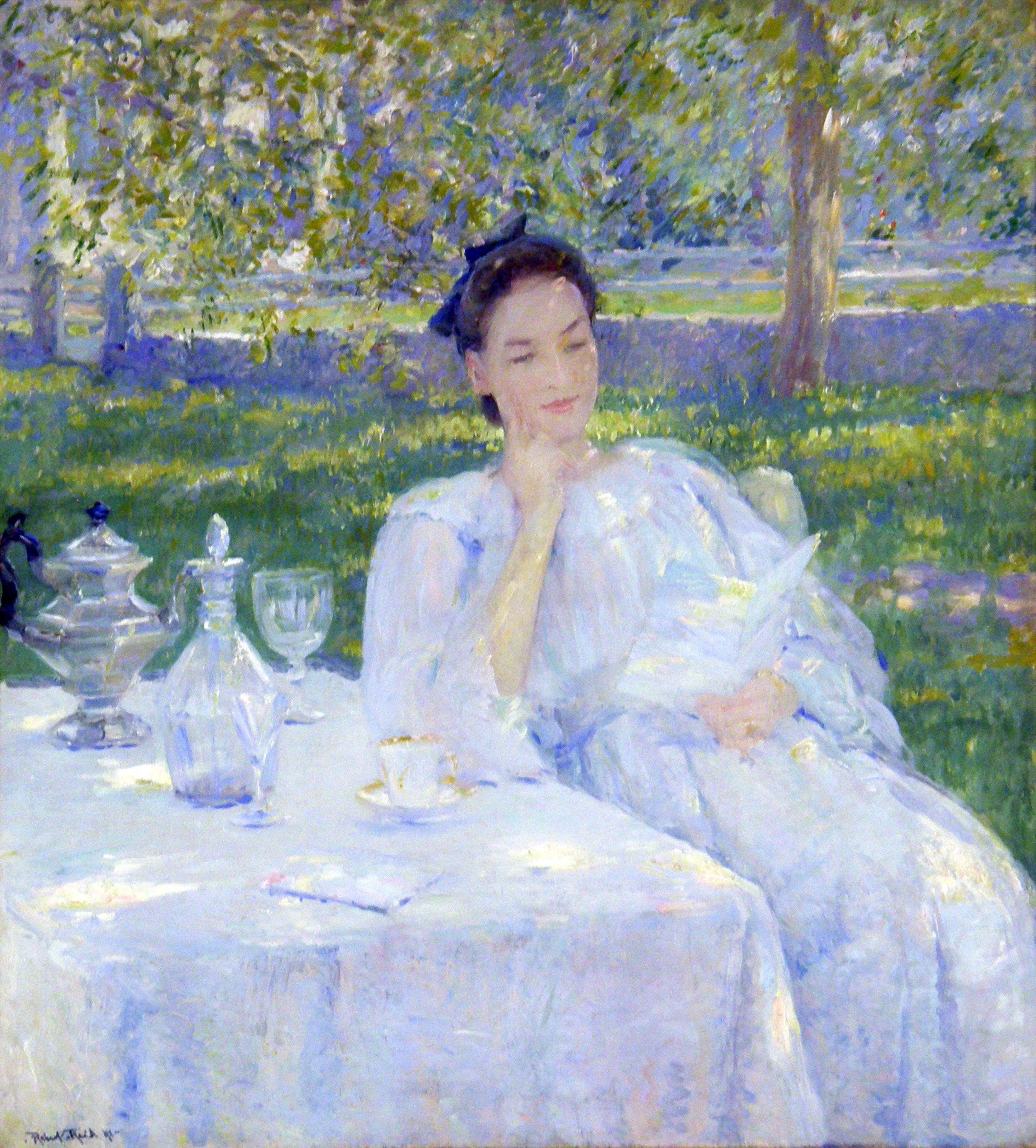
En el jardín
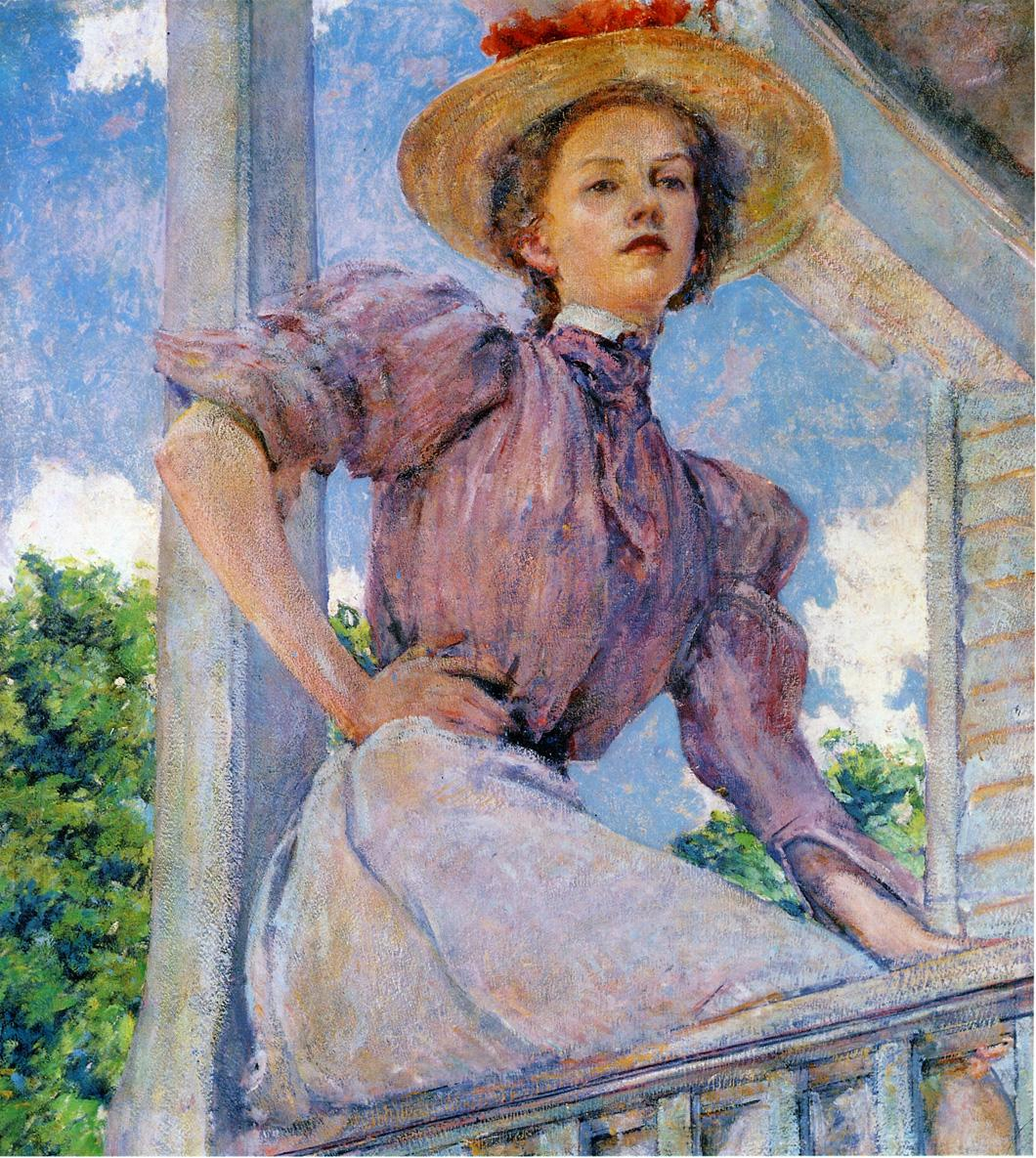
Chica de verano
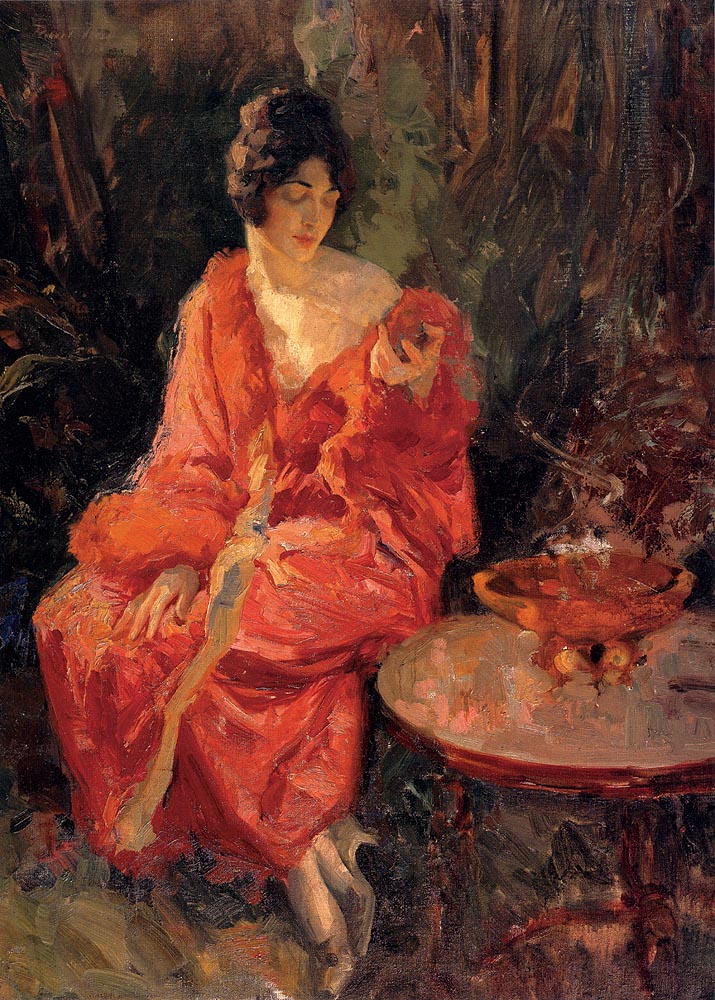
Reflexión de la mañana
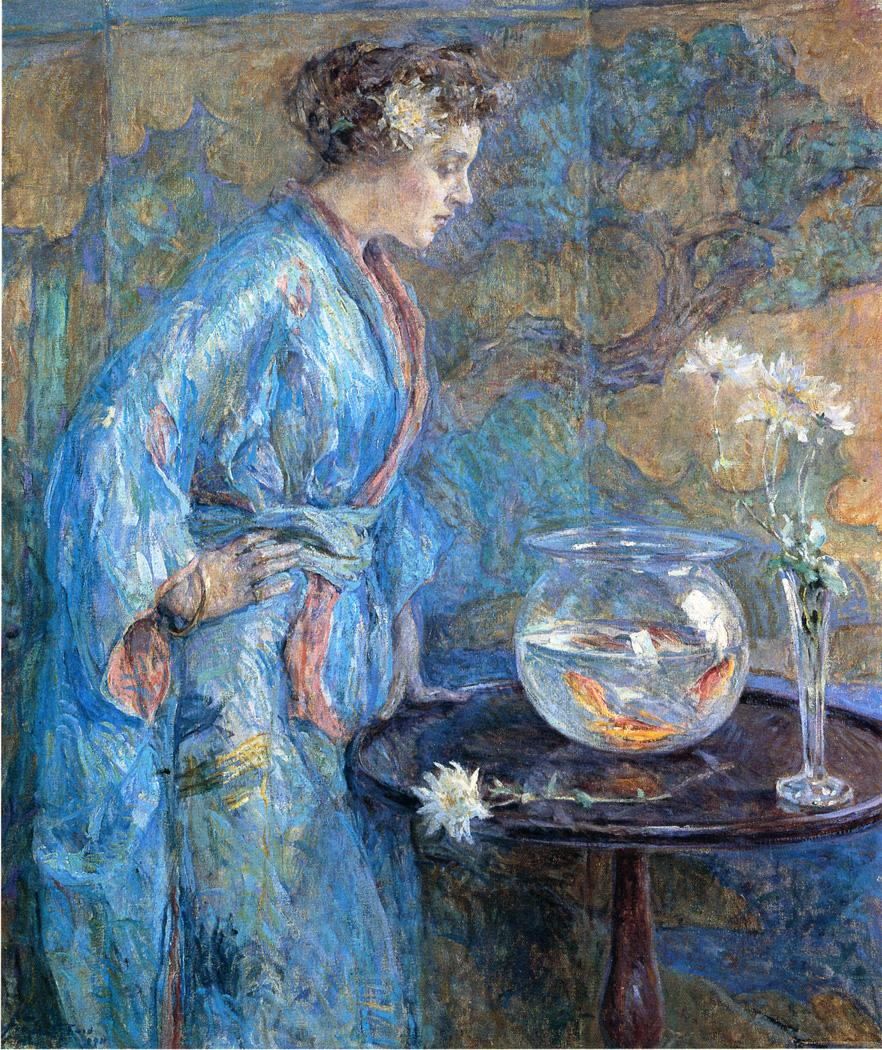
Chica con kimono azul
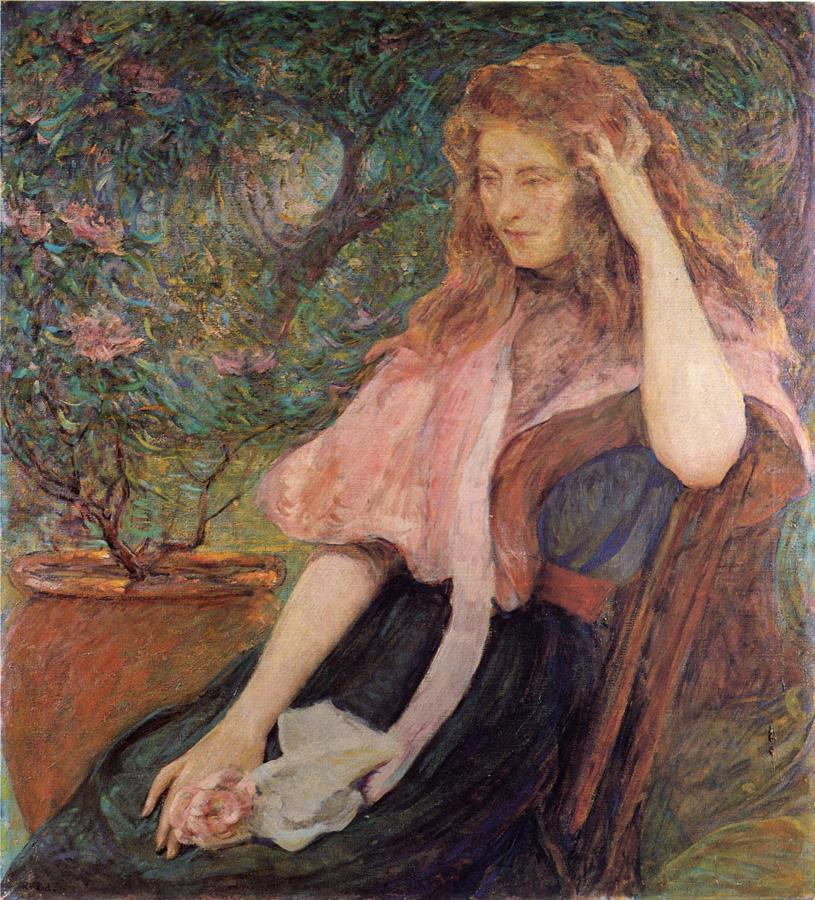
el chal rosa
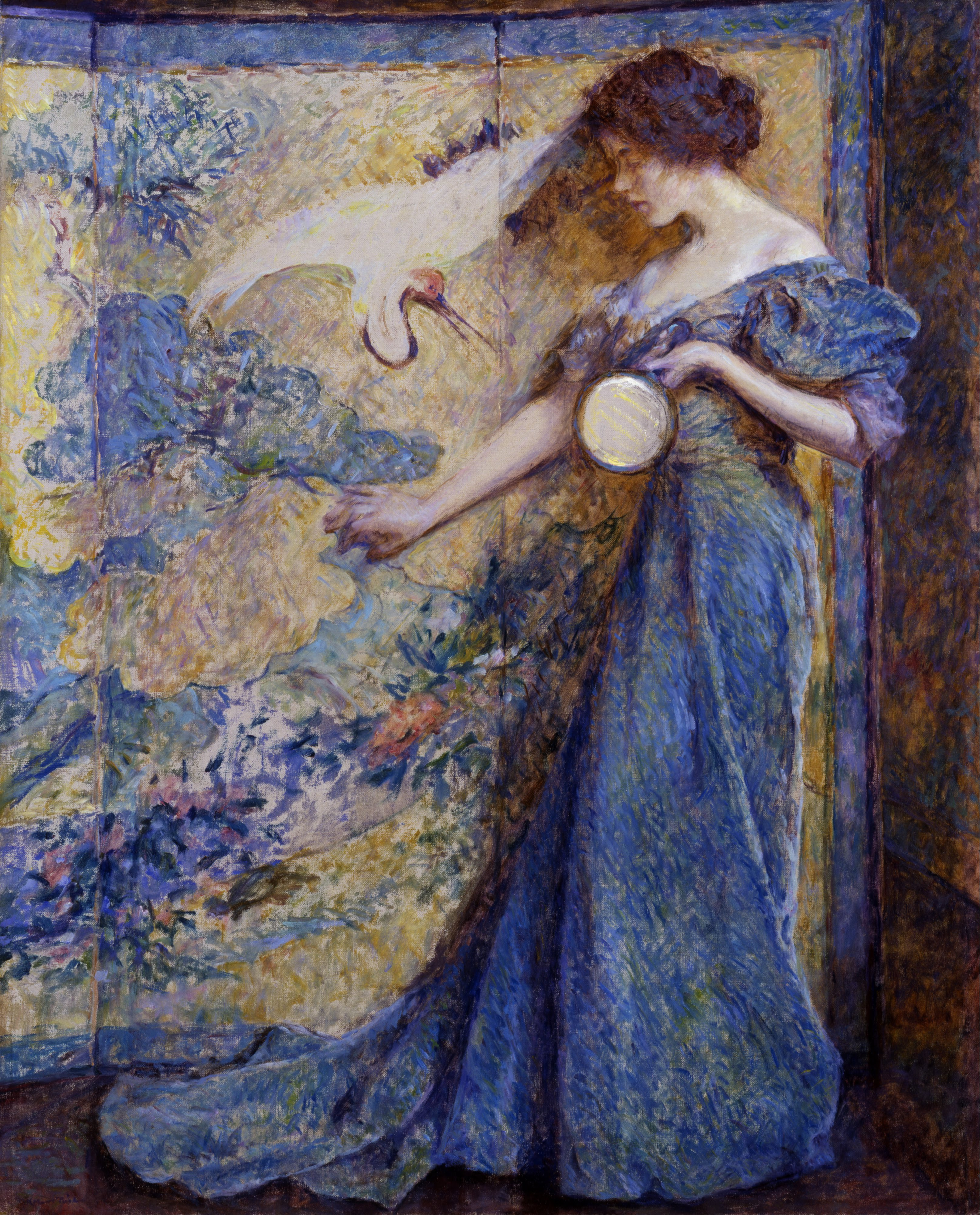
El espejo

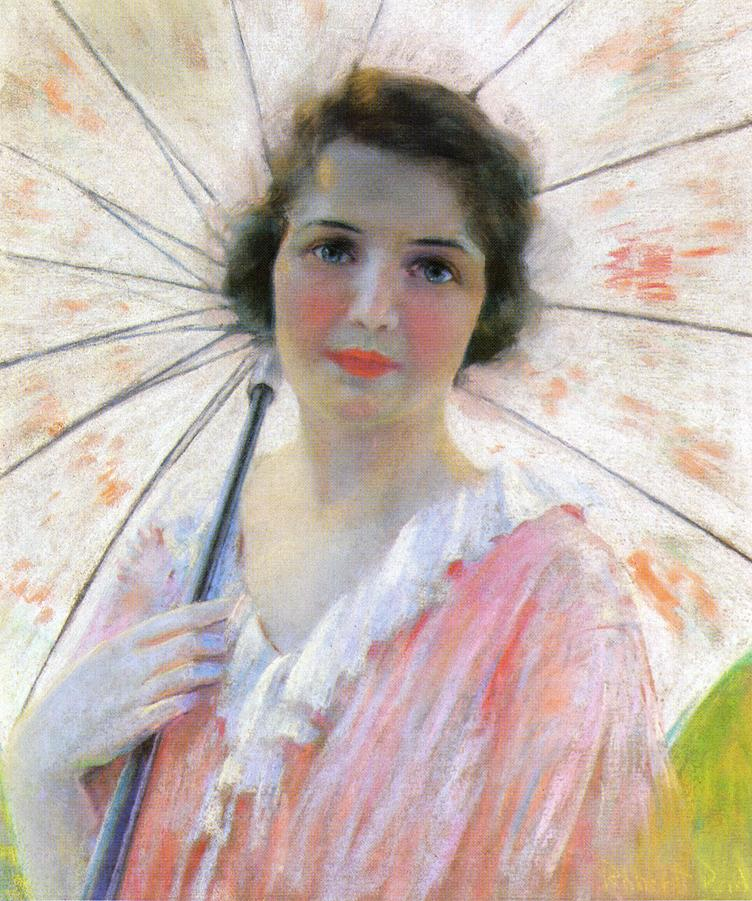
dama con un paraguas
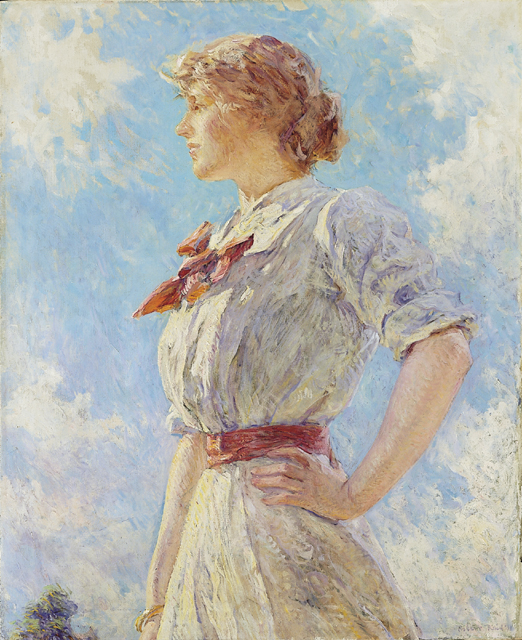
La cara al cielo
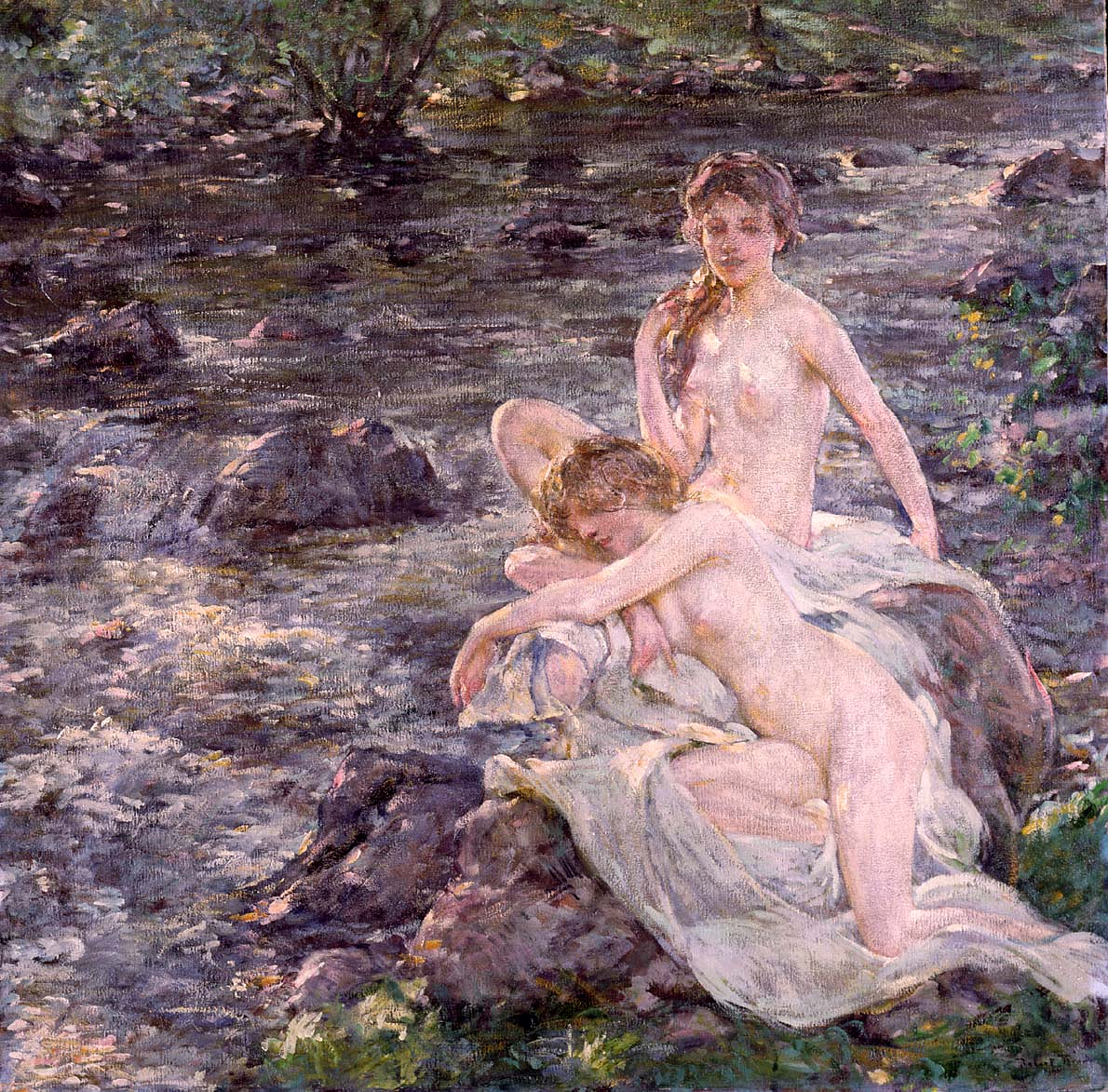
los bañistas
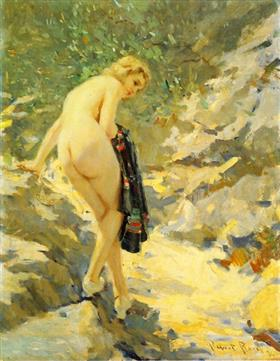
el bañista
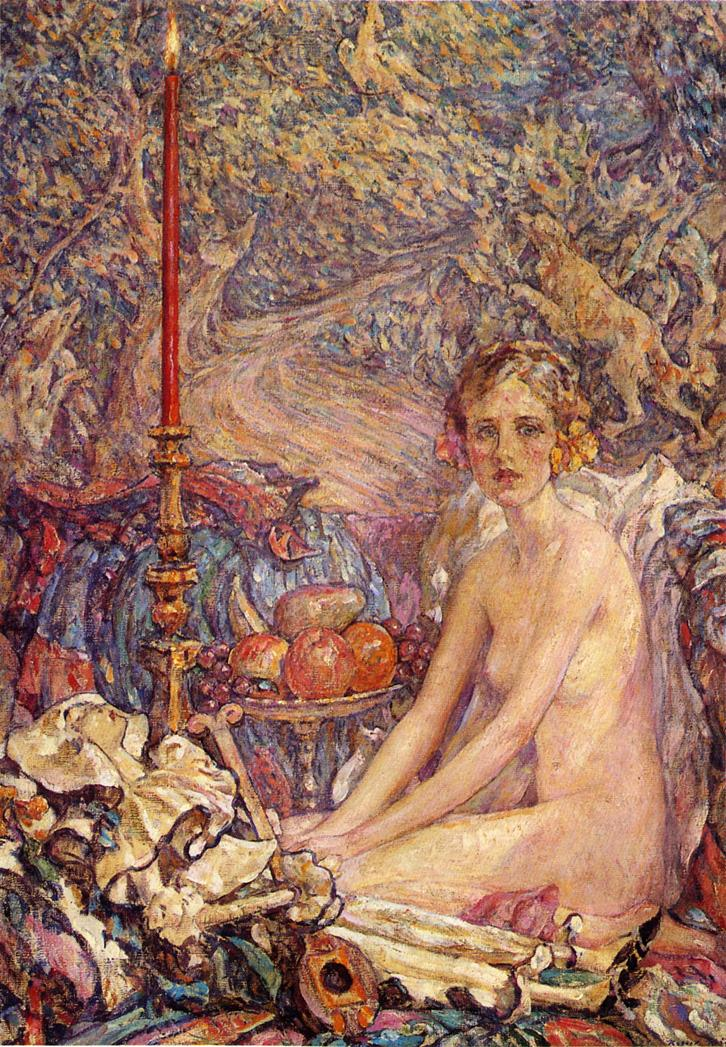
El espíritu del jardín.
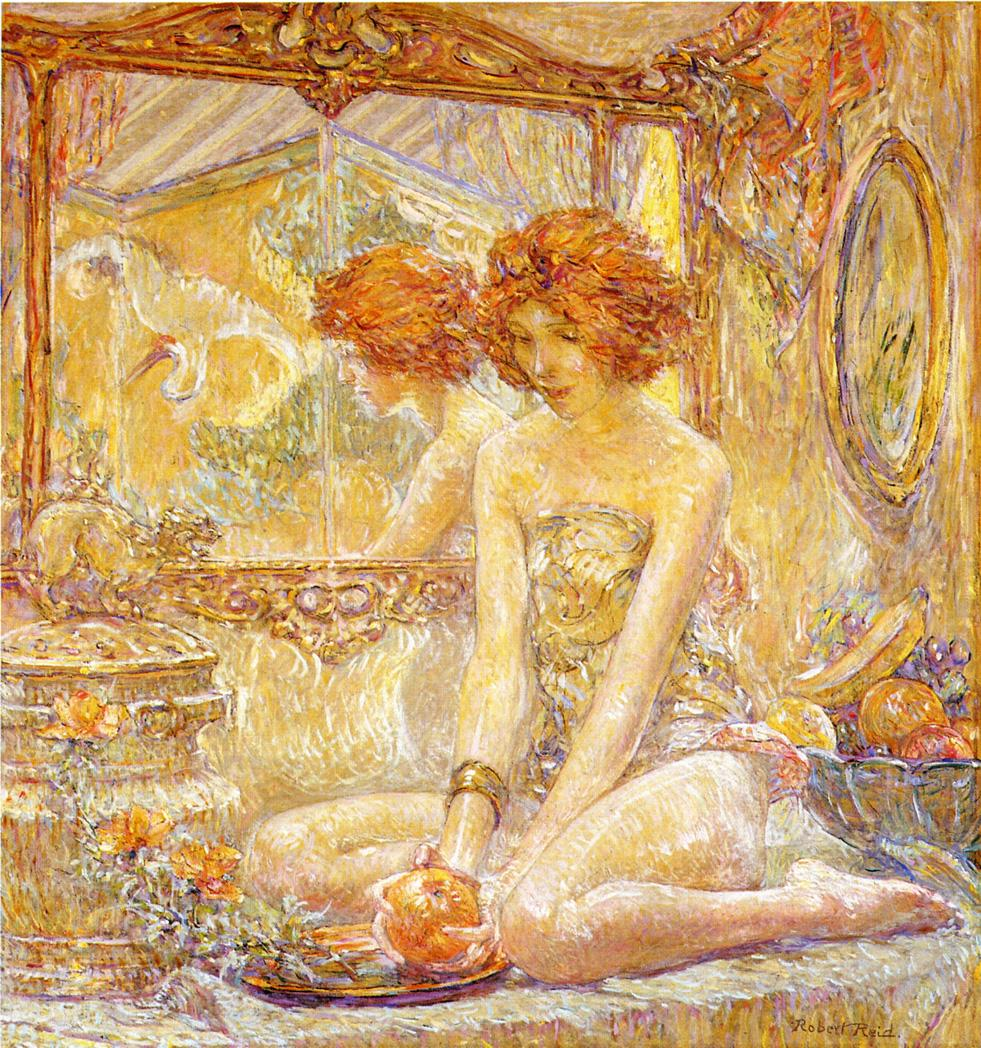
reflejos

- Wikimedia Commons contiene immagini o altri file su Robert Lewis Reid